# Selenaspidus latus
Selenaspidus latus är en insektsart som beskrevs av Abraham Munting 1967. Selenaspidus latus ingår i släktet Selenaspidus och familjen pansarsköldlöss. Inga underarter finns listade i Catalogue of Life.